# 苏州旅游集散中心
苏州旅游集散中心是位於中華人民共和國江蘇省蘇州市的旅游公共服务平台以及股份企业，主要提供旅游交通、旅游信息咨询以及旅遊專線車。它成立於2004年9月21日。苏州旅游集散中心主中心设在蘇州汽车北站，并在火车站、汽车南站、轮船码头设有分中心。苏州旅游集散中心由苏州汽车客运有限公司控股（占58%股份），苏州国旅（占11%股份）、苏州旅行社（占11%股份）和苏州导游服务中心（占20%股份）共同出资成立。集散中心租用汽车站1000多平方米的场地作为营业厅和办公场所。苏州市政府对于集散中心没有投入任何财政资金，只给予政策层面的支持。